# Sean Roberge
Sean Roberge, est un acteur canado-américain né le 1er novembre 1972 à Toronto et mort dans un accident dans la voiture le 29 juillet 1996 au Canada.

## Biographie
Sean Roberge a beaucoup travaillé pour la télévision canadienne et américaine. Le public se souvient de lui pour ses rôles secondaires tels que Joe Casper dans la deuxième saison de T. et T. et Roger Taft pendant trois années de la série Tarzán.
Au cinéma, il s'illustre en 1994 dans l'antre de la folie de John Carpenter.
Il est tué dans un accident de voiture le 29 juillet 1996.